# Indicele prețurilor de consum
Indicele prețurilor de consum este definit prin relația matematică:
{\displaystyle IPC={\frac {\sum {q_{1}*P_{1}}}{\sum {q_{1}*P_{0}}}}}
unde: 
- {\displaystyle q_{1}} = bunurile necesare subzistenței populației;
- {\displaystyle P_{1}} și {\displaystyle P_{0}}= nivelul prețurilor în perioada curentă și în cea de bază;

Acest indice se mai numește Indicele Agregat al Prețurilor de tip Paasche, și reprezintă o modalitate de calcul mai eficientă a ratei inflației. Cu toate acestea, indicele de tip Paasche presupune actualizarea cantităților din bunurile consumate, ceea ce îl face un indicator scump. În consecință, in România este utilizat Indicele Agregat al Prețurilor de tip Laspeyres, care nu actualizează cantitățile din bunurile consumate.

Formula indicelui de tip Laspeyres:
{\displaystyle IPC={\frac {\sum {q_{0}*P_{1}}}{\sum {q_{0}*P_{0}}}}}
unde: 
- {\displaystyle q_{0}} = bunurile necesare subzistenței populației;
- {\displaystyle P_{1}} și {\displaystyle P_{0}}= nivelul prețurilor în perioada curentă și în cea de bază;

Bunurile luate in considerare în calculul indicelui prețurilor de consum:
- Un bun alimentar
- Un bun nealimentar
- Un serviciu

Exemplu: pîine, pantofi, servicii de frizerie
Sunt luate în considerare bunurile de necesitate, de largă utilizare.